# マーティン・チバース
マーティン・ハーコート・チバーズ（Martin Harcourt Chivers, 1945年4月27日 - ）は、イングランド・ハンプシャー・サウサンプトン出身の元サッカー選手。ポジションはFW。

## 経歴

### サウサンプトン
地元クラブのサウサンプトンFCでキャリアをスタートさせると、1963-64シーズンにスタメンに定着し、21ゴールを記録した。1965-66シーズンにリーグ30得点を挙げ、1部昇格に貢献した。サウサンプトンでは公式戦190試合で106ゴールを記録した。

### トッテナム
1968年1月、ビル・ニコルソンの率いるトッテナム・ホットスパーFCに当時のクラブレコードおよびイングランド国内最高額となる12万5000ポンドの移籍金で移籍。しかし移籍したての頃はジミー・グリーブスやアラン・ギルツェーンらの前に出場機会が限られた。1970年にグリーブスがウェストハム・ユナイテッドFCに移籍するとチームのエースストライカーとして君臨する。1970-71シーズンは公式戦58試合全てに出場し、34ゴールを記録。リーグカップ決勝では2ゴールを決め、優勝の立役者になった。
1971-72シーズンにはリーグで25得点、公式戦64試合で44ゴールを記録した。UEFAカップ決勝ではウルヴァーハンプトン・ワンダラーズFC相手に2ゴールを決め、優勝に貢献した。翌72-73シーズンも公式戦61試合に出場し、33ゴールを記録。2度目のリーグカップ制覇に貢献した。UEFAカップでは準決勝でリヴァプールFCにアウェーゴール差で敗れ、連覇することは出来なかった。
1973-74シーズンには3年連続でUEFAカップの準決勝に進出。準決勝では東ドイツのロコモティフ・ライプツィヒ相手に2ゴールを決め、2年ぶりの決勝進出に貢献。決勝ではフェイエノールト・ロッテルダム相手に敗れ、準優勝に終わった。その後の1974-75シーズン途中にニコルソン監督がトッテナムの監督を辞任。監督の交代によるチームの不調、自身の怪我、クリス・ジョーンズら若手の台頭によって出場機会とゴール数を減らし、1976年にナツィォナール・リーガAのセルヴェットFCへ8万ポンドの移籍金で移籍した。
トッテナムでの8年半のキャリアで367試合に出場し、174ゴールを記録した。この記録は2019年にハリー・ケインに抜かれるまで、ジミー・グリーブスとボビー・スミスに次ぎクラブ歴代3位の記録だった。また2013年にジャーメイン・デフォーに抜かれるまで、UEFAの大会で最もゴールを決めたトッテナムの選手だった。

### その後
セルヴェットFCでは2年間でリーグ33得点を記録。1976-77シーズンにスイス・リーグカップ、1977-78シーズンにスイス・カップ制覇に貢献。1977-78シーズンにはリーグの最優秀外国人選手に選ばれた。
1978年にイングランド国内に復帰し、ノリッジ・シティFCに加入した。その後ブライトン・アンド・ホーヴ・アルビオンFCやオーストラリア、ノルウェーのチームを経て、1983年に現役を引退した。

### イングランド代表
1971年にサッカーイングランド代表で初キャップを記録。1973年までに24キャップで13ゴールを記録したが、代表が1974 FIFAワールドカップ予選で敗退した為、ワールドカップへ出場することは出来なかった。

## タイトル
トッテナム
- リーグカップ:1970-71,1972-73
- UEFAカップ:1971-72

セルヴェット
- スイス・カップ:1977-1978
- スイス・リーグカップ:1976-77
- コッパ・デッレアルピ:1975-76
- スイスリーグシーズン最優秀外国人選手:1977-78